# Championnat de France de basket-ball 1966-1967
Navigation
Saison précédente Saison suivante
La saison 1966-1967 du championnat de France de basket-ball de Nationale 1 est la 45e édition du championnat de France masculin de basket-ball. Le championnat de Nationale 1 de basket-ball est le plus haut niveau du championnat de France.

## Présentation
Seize clubs participent à la compétition, répartis en deux poules de huit. La victoire rapporte 3 points, le nul 2 points et la défaite 1 point.
Le tenant du titre, l’ASVEL, va tenter de gagner un 2e titre consécutif.
En raison du format de la saison précédente, quatre poules de huit équipes, il n’y a pas de promus.
Antibes, 7e et Graffenstaden, 8e pour la poule A, Charleville, 7e et Valenciennes, 8e pour la poule B sont les quatre équipes reléguées en Excellence
À la fin de la saison, les deux premiers de chaque poule se retrouvent pour une poule finale qui se déroule sous la forme du championnat. Le titre est décerné à l’équipe classée 1e de cette poule finale.
À l’issue de cette saison, Bagnolet remporte son 3e titre de champion de France.
Jean-Pierre Staelens  (Denain) est le meilleur marqueur du championnat de France avec 434 points (moyenne de 29,4). Le 4 mars 1967, il établit le nouveau record de points du championnat en marquant 71 points contre Valenciennes.

## Clubs participants
Poule A
- Olympique d'Antibes Juan-les-Pins
- Alsace de Bagnolet
- La Sportive Illkirch Graffenstaden
- Paris Université Club
- Groupe Sportif de la Chorale Mulsan de Roanne
- Association Sportive Stéphanoise
- Racing Club Municipal de Toulouse
- Association Sportive de Villeurbanne Eveil Lyonnais

Poule B
- Club Sporting Municipal d’Auboué
- Caen Basket Calvados
- Etoile de Charleville
- Association Sportive de Denain-Voltaire
- Sporting Club Moderne du Mans
- Atlantique Basket Club de Nantes
- Stade Français
- Rhônel Sporting Club de Valenciennes

## Classement final de la saison régulière
La saison régulière se déroule du 8 octobre 1966 au 5 mars 1967
La victoire rapporte 3 points, le nul 2 points et la défaite 1 point.
En cas d’égalité, les équipes sont départagées à l’aide de la différence de points particulière.
Les deux premiers de chaque poule sont qualifiés pour la poule finale.
Poule A
| Rang | Équipe             | Pts | J  | G  | N | P  | Bp   | Bc   | Diff |
| ---- | ------------------ | --- | -- | -- | - | -- | ---- | ---- | ---- |
| 1    | ASVEL              | 36  | 14 | 11 | 0 | 3  | 1025 | 895  | +130 |
| 2    | Bagnolet           | 35  | 14 | 10 | 1 | 3  | 1196 | 895  | +301 |
| 3    | Toulouse           | 29  | 14 | 7  | 1 | 6  | 810  | 875  | -65  |
| 4    | Paris U.C. (+23)   | 28  | 14 | 7  | 0 | 7  | 974  | 894  | +80  |
| 5    | Saint-Étienne (+7) | 28  | 14 | 7  | 0 | 7  | 779  | 810  | -31  |
| 6    | Roanne (-30)       | 28  | 14 | 7  | 0 | 7  | 815  | 841  | -26  |
| 7    | Antibes            | 26  | 14 | 6  | 0 | 8  | 915  | 936  | -21  |
| 8    | Graffenstaden *    | 14  | 14 | 0  | 0 | 14 | 665  | 1033 | -368 |

- Graffenstaden déclare forfait pour le déplacement lors de la dernière journée à Toulouse

Poule B
| Rang | Équipe            | Pts | J  | G  | N | P  | Bp   | Bc   | Diff |
| ---- | ----------------- | --- | -- | -- | - | -- | ---- | ---- | ---- |
| 1    | Denain            | 40  | 14 | 13 | 0 | 1  | 1297 | 1034 | +263 |
| 2    | Le Mans           | 36  | 14 | 11 | 0 | 3  | 1071 | 886  | +185 |
| 3    | Nantes            | 33  | 14 | 9  | 1 | 4  | 1037 | 776  | +261 |
| 4    | Caen              | 29  | 14 | 7  | 1 | 6  | 1041 | 988  | +53  |
| 5    | Stade Français    | 27  | 14 | 6  | 1 | 7  | 909  | 990  | -81  |
| 6    | Auboué            | 23  | 14 | 4  | 1 | 9  | 925  | 1037 | -112 |
| 7    | Charleville (+8)  | 18  | 14 | 2  | 0 | 12 | 775  | 1011 | -236 |
| 8    | Valenciennes (-8) | 18  | 14 | 2  | 0 | 12 | 844  | 1177 | -333 |

|  | Qualification pour la poule finale |
|  | Relégation en Excellence           |

## Poule Finale
La poule finale se déroule du 18 mars 1967 au 28 mai 1967
| Rang | Équipe        | Pts | J | G | N | P | Bp  | Bc  | Diff |
| ---- | ------------- | --- | - | - | - | - | --- | --- | ---- |
| 1    | Bagnolet (+5) | 14  | 6 | 4 | 0 | 2 | 514 | 480 | +34  |
| 2    | ASVEL (-5)    | 14  | 6 | 4 | 0 | 2 | 462 | 439 | +23  |
| 3    | Denain        | 14  | 6 | 3 | 0 | 3 | 519 | 510 | +9   |
| 4    | Le Mans       | 8   | 6 | 1 | 0 | 5 | 487 | 553 | -66  |

|  | Champion de France |

## Leader de la saison régulière
| Catégorie        | Joueur               | Équipe | Statistiques        |
| ---------------- | -------------------- | ------ | ------------------- |
| Points par match | Jean-Pierre Staelens | Denain | 434 Pts (Moy. 29,4) |

- Alain Gilles (ASVEL) est élu meilleur joueur de la saison par un panel de journalistes spécialisés